# Дорогобужский район
Дорогобу́жский райо́н — административно-территориальная единица (район) и муниципальное образование (муниципальный район) в Смоленской области России.
Административный центр — город Дорогобуж. Крупнейший по населению населённый пункт в районе — пгт Верхнеднепровский.

## География
Граничит с Вяземским, Глинковским, Ельнинским, Кардымовским, Сафоновским, Угранским и Ярцевским районами.
Площадь района — 1772 км².

## История
Дорогобужский район образован 1 октября 1929 года в составе Западной области. С 27.09.1937 года — в составе Смоленской области. В 1963 году район был упразднен, в 1965 году — восстановлен.

## Население
| 2002    | 2009    | 2010    | 2011    | 2012    | 2013    | 2014    | 2015    | 2016    |
| ------- | ------- | ------- | ------- | ------- | ------- | ------- | ------- | ------- |
| 32 672  | ↘29 399 | ↗29 419 | ↘28 965 | ↘28 528 | ↘28 148 | ↘27 647 | ↘27 376 | ↘27 118 |
| 2017    | 2018    | 2019    | 2020    | 2021    | 2024    |         |         |         |
| ↘26 620 | ↘25 979 | ↘25 355 | ↘24 952 | ↘24 797 | ↘23 563 |         |         |         |

### Урбанизация
Городское население (город Дорогобуж и пгт Верхнеднепровский) составляет 82,54 % от всего населения района.

### Национальный состав
По итогам переписи населения 2020 года проживали следующие национальности (национальности менее 0,1 % и другое, см. в сноске к строке «Другие»):
| Национальность   | Численность, чел. | Доля     |
| ---------------- | ----------------- | -------- |
| Русские          | 22 800            | 91,95 %  |
| Украинцы         | 148               | 0,60 %   |
| Армяне           | 109               | 0,44 %   |
| Белорусы         | 92                | 0,37 %   |
| Таджики          | 76                | 0,31 %   |
| Турки-месхетинцы | 46                | 0,19 %   |
| Азербайджанцы    | 38                | 0,15 %   |
| Узбеки           | 36                | 0,15 %   |
| Татары           | 34                | 0,14 %   |
| Другие           | 1418              | 5,70 %   |
| Итого            | 24 797            | 100,00 % |

## Муниципально-территориальное устройство
В муниципальный район входят 5 муниципальных образований, в том числе 2 городских поселения и 3 сельских поселения:
| № | Муниципальное образование             | Административный центр    | Количество населённых пунктов | Население (чел.) | Площадь (км²) |
| - | ------------------------------------- | ------------------------- | ----------------------------- | ---------------- | ------------- |
| 1 | Дорогобужское городское поселение     | город Дорогобуж           | 1                             | ↘9086            |               |
| 2 | Верхнеднепровское городское поселение | пгт Верхнеднепровский     | 1                             | ↘10 363          |               |
| 3 | Алексинское сельское поселение        | село Алексино             | 32                            | ↘1181            |               |
| 4 | Михайловское сельское поселение       | деревня Ново-Михайловское | 46                            | ↗1833            |               |
| 5 | Усвятское сельское поселение          | деревня Усвятье           | 44                            | ↘1424            |               |

Первоначально Законом Смоленской области от 28 декабря 2004 года было создано 14 муниципальных образований, в том числе 2 городских и 12 сельских поселений: 
| Муниципальное образование             | Население (тыс. чел.) | Площадь (км²) | Административный центр    |
| ------------------------------------- | --------------------- | ------------- | ------------------------- |
| Дорогобужское городское поселение     | 11,7                  | 13,84         | город Дорогобуж           |
| Верхнеднепровское городское поселение | 14,0                  | 11,52         | пгт Верхнеднепровский     |
| Алексинское сельское поселение        | 0,78                  | 176,87        | село Алексино             |
| Балакиревское сельское поселение      | 0,25                  | 123,77        | деревня Быково            |
| Васинское сельское поселение          | 0,38                  | 9,44          | деревня Васино            |
| Княщинское сельское поселение         | 0,50                  | 170,73        | деревня Княщина           |
| Кузинское сельское поселение          | 0,35                  | 93,75         | деревня Кузино            |
| Михайловское сельское поселение       | 0,87                  | 72,75         | деревня Ново-Михайловское |
| Озерищенское сельское поселение       | 0,66                  | 155,85        | деревня Озерище           |
| Полибинское сельское поселение        | 0,29                  | 98,7          | деревня Полибино          |
| Слойковское сельское поселение        | 0,39                  | 92,02         | деревня Слойково          |
| Усвятское сельское поселение          | 0,50                  | 122,32        | деревня Усвятье           |
| Ушаковское сельское поселение         | 0,51                  | 250,18        | деревня Ушаково           |
| Фрунзенское сельское поселение        | 0,93                  | 184,61        | деревня Садовая           |

Законом Смоленской области от 25 мая 2017 года, c 5 июня 2017 года были упразднены 9 сельских поселений: Княщинское и Ушаковское (включены в Алексинское сельское поселение); Васинское, Полибинское и Фрунзенское (включены в Михайловское сельское поселение); Балакиревское, Кузинское, Слойковское и Озерищенское (включены в Усвятское сельское поселение).

## Населённые пункты
В Дорогобужском районе 124 населённых пункта, в том числе 2 городских населённых пункта (город Дорогобуж и посёлок городского типа Верхнеднепровский) и 122 сельских населённых пункта.
| №   | Населённый пункт              | Тип     | Население | Муниципальное образование             |
| --- | ----------------------------- | ------- | --------- | ------------------------------------- |
| 1   | Дорогобуж                     | город   | ↘9086     | Дорогобужское городское поселение     |
| 2   | Верхнеднепровский             | пгт     | ↘10 363   | Верхнеднепровское городское поселение |
| 3   | Абрамово                      | деревня | 6         | Михайловское сельское поселение       |
| 4   | Алексино                      | село    | 510       | Алексинское сельское поселение        |
| 5   | Афонино                       | деревня | 0         | Алексинское сельское поселение        |
| 6   | Бабаедово                     | деревня | 3         | Михайловское сельское поселение       |
| 7   | Балакирево                    | деревня | 14        | Усвятское сельское поселение          |
| 8   | Барсуки                       | деревня | 57        | Алексинское сельское поселение        |
| 9   | Белавка                       | деревня | 123       | Михайловское сельское поселение       |
| 10  | Берёзовка                     | деревня | 25        | Алексинское сельское поселение        |
| 11  | Бизюково                      | деревня | 52        | Михайловское сельское поселение       |
| 12  | Болдино                       | деревня | 29        | Михайловское сельское поселение       |
| 13  | Болотово                      | деревня | 1         | Усвятское сельское поселение          |
| 14  | Борздилово                    | деревня | 3         | Михайловское сельское поселение       |
| 15  | Боровка                       | деревня | 1         | Усвятское сельское поселение          |
| 16  | Бражино                       | деревня | 28        | Алексинское сельское поселение        |
| 17  | Будка железной дороги 21-й км | деревня | 5         | Михайловское сельское поселение       |
| 18  | Быково                        | деревня | 154       | Усвятское сельское поселение          |
| 19  | Василисино                    | деревня | 7         | Михайловское сельское поселение       |
| 20  | Васино                        | деревня | 241       | Михайловское сельское поселение       |
| 21  | Васюки                        | деревня | 0         | Алексинское сельское поселение        |
| 22  | Верховье                      | деревня | 8         | Алексинское сельское поселение        |
| 23  | Волково                       | деревня | 18        | Усвятское сельское поселение          |
| 24  | Вороново                      | деревня | 2         | Михайловское сельское поселение       |
| 25  | Выгорь                        | деревня | 47        | Усвятское сельское поселение          |
| 26  | Вязьмичи                      | деревня | 11        | Алексинское сельское поселение        |
| 27  | Городок                       | деревня | 4         | Михайловское сельское поселение       |
| 28  | Городок                       | деревня | 1         | Усвятское сельское поселение          |
| 29  | Городок                       | деревня | 0         | Алексинское сельское поселение        |
| 30  | Гриднево                      | деревня | 8         | Алексинское сельское поселение        |
| 31  | Громаки                       | деревня | 7         | Усвятское сельское поселение          |
| 32  | Громово                       | деревня | 37        | Алексинское сельское поселение        |
| 33  | Губино                        | деревня | 1         | Усвятское сельское поселение          |
| 34  | Давыдово                      | деревня | 13        | Усвятское сельское поселение          |
| 35  | Дежино                        | деревня | 29        | Усвятское сельское поселение          |
| 36  | Деревенщики                   | деревня | 11        | Михайловское сельское поселение       |
| 37  | Долгиново                     | деревня | 13        | Усвятское сельское поселение          |
| 38  | Дубровка                      | деревня | 1         | Алексинское сельское поселение        |
| 39  | Дягилево                      | деревня | 30        | Усвятское сельское поселение          |
| 40  | Егорьево                      | деревня | 5         | Михайловское сельское поселение       |
| 41  | Елисеенки                     | деревня | 4         | Михайловское сельское поселение       |
| 42  | Еловка                        | деревня | 35        | Алексинское сельское поселение        |
| 43  | Запрудье                      | деревня | 18        | Усвятское сельское поселение          |
| 44  | Ивановское                    | деревня | 2         | Михайловское сельское поселение       |
| 45  | Ивашутино                     | деревня | 0         | Усвятское сельское поселение          |
| 46  | Ивонино                       | деревня | 26        | Михайловское сельское поселение       |
| 47  | Карачарово                    | деревня | 0         | Михайловское сельское поселение       |
| 48  | Каськово                      | деревня | 139       | Усвятское сельское поселение          |
| 49  | Киселево                      | деревня | 0         | Усвятское сельское поселение          |
| 50  | Клешники                      | деревня | 0         | Михайловское сельское поселение       |
| 51  | Княщина                       | деревня | 302       | Алексинское сельское поселение        |
| 52  | Кряково                       | деревня | 1         | Алексинское сельское поселение        |
| 53  | Кузино                        | деревня | 214       | Усвятское сельское поселение          |
| 54  | Кузнецово                     | деревня | 12        | Михайловское сельское поселение       |
| 55  | Кузьмино                      | деревня | 0         | Усвятское сельское поселение          |
| 56  | Лелявино                      | деревня | 0         | Михайловское сельское поселение       |
| 57  | Ленкино                       | деревня | 0         | Михайловское сельское поселение       |
| 58  | Леоньково                     | деревня | 4         | Михайловское сельское поселение       |
| 59  | Лепешки                       | деревня | 0         | Алексинское сельское поселение        |
| 60  | Логиновка                     | деревня | 46        | Усвятское сельское поселение          |
| 61  | Лукты                         | деревня | 1         | Алексинское сельское поселение        |
| 62  | Лукьяненки                    | деревня | 2         | Усвятское сельское поселение          |
| 63  | Лыткино                       | деревня | 12        | Алексинское сельское поселение        |
| 64  | Мамыркино                     | деревня | 19        | Михайловское сельское поселение       |
| 65  | Марково                       | деревня | 0         | Усвятское сельское поселение          |
| 66  | Мартынково                    | деревня | 14        | Михайловское сельское поселение       |
| 67  | Мархоткино                    | деревня | 47        | Алексинское сельское поселение        |
| 68  | Милоселье                     | деревня | 5         | Михайловское сельское поселение       |
| 69  | Митишково                     | деревня | 46        | Алексинское сельское поселение        |
| 70  | Михайловка                    | деревня | 18        | Усвятское сельское поселение          |
| 71  | Молодилово                    | деревня | 1         | Михайловское сельское поселение       |
| 72  | Мясники                       | деревня | 55        | Алексинское сельское поселение        |
| 73  | Наливки                       | деревня | 4         | Усвятское сельское поселение          |
| 74  | Недники                       | деревня | 4         | Усвятское сельское поселение          |
| 75  | Немерзь                       | деревня | 2         | Алексинское сельское поселение        |
| 76  | Никулино                      | деревня | 4         | Михайловское сельское поселение       |
| 77  | Ново-Михайловское             | деревня | 277       | Михайловское сельское поселение       |
| 78  | Новый Двор                    | деревня | 0         | Михайловское сельское поселение       |
| 79  | Озерище                       | деревня | 204       | Усвятское сельское поселение          |
| 80  | Пензево                       | деревня | 41        | Усвятское сельское поселение          |
| 81  | Петрыкино                     | деревня | 17        | Алексинское сельское поселение        |
| 82  | Пискарево                     | деревня | 26        | Алексинское сельское поселение        |
| 83  | Подмощье                      | деревня | 2         | Алексинское сельское поселение        |
| 84  | Полибино                      | деревня | 136       | Михайловское сельское поселение       |
| 85  | Полижакино                    | деревня | 0         | Михайловское сельское поселение       |
| 86  | Починок                       | деревня | 4         | Алексинское сельское поселение        |
| 87  | Прослище                      | деревня | 15        | Михайловское сельское поселение       |
| 88  | Пушкарево                     | деревня | 70        | Михайловское сельское поселение       |
| 89  | Ректы                         | деревня | 0         | Усвятское сельское поселение          |
| 90  | Роги                          | деревня | 0         | Михайловское сельское поселение       |
| 91  | Рязань                        | деревня | 3         | Михайловское сельское поселение       |
| 92  | Садовая                       | деревня | 433       | Михайловское сельское поселение       |
| 93  | Самцово                       | деревня | 19        | Михайловское сельское поселение       |
| 94  | Секарево                      | деревня | 1         | Алексинское сельское поселение        |
| 95  | Селенка                       | деревня | 4         | Усвятское сельское поселение          |
| 96  | Селюшки                       | деревня | 1         | Михайловское сельское поселение       |
| 97  | Семендяево                    | деревня | 6         | Усвятское сельское поселение          |
| 98  | Симоново                      | деревня | 0         | Усвятское сельское поселение          |
| 99  | Славково                      | деревня | 10        | Михайловское сельское поселение       |
| 100 | Следнево                      | деревня | 33        | Алексинское сельское поселение        |
| 101 | Слободище                     | деревня | 2         | Усвятское сельское поселение          |
| 102 | Слойково                      | деревня | 243       | Усвятское сельское поселение          |
| 103 | Слойково                      | посёлок | 2         | Усвятское сельское поселение          |
| 104 | Смородиновка                  | деревня | 0         | Усвятское сельское поселение          |
| 105 | Соколово                      | деревня | 12        | Михайловское сельское поселение       |
| 106 | Ставково                      | деревня | 29        | Михайловское сельское поселение       |
| 107 | Старинцы                      | деревня | 1         | Алексинское сельское поселение        |
| 108 | Староселье                    | деревня | 9         | Усвятское сельское поселение          |
| 109 | Струково                      | деревня | 165       | Михайловское сельское поселение       |
| 110 | Струково                      | станция | 4         | Михайловское сельское поселение       |
| 111 | Усвятье                       | деревня | 409       | Усвятское сельское поселение          |
| 112 | Успенское                     | деревня | 0         | Усвятское сельское поселение          |
| 113 | Ушаково                       | деревня | 161       | Алексинское сельское поселение        |
| 114 | Фёдоровка                     | деревня | 4         | Усвятское сельское поселение          |
| 115 | Филино                        | деревня | 4         | Михайловское сельское поселение       |
| 116 | Фомино                        | деревня | 0         | Усвятское сельское поселение          |
| 117 | Хатунь                        | деревня | 5         | Алексинское сельское поселение        |
| 118 | Хатычка                       | деревня | 49        | Усвятское сельское поселение          |
| 119 | Чамово                        | деревня | 32        | Алексинское сельское поселение        |
| 120 | Шагаки                        | деревня | 6         | Усвятское сельское поселение          |
| 121 | Шаломино                      | деревня | 331       | Михайловское сельское поселение       |
| 122 | Шульгино                      | деревня | 0         | Усвятское сельское поселение          |
| 123 | Щербинино                     | деревня | 2         | Михайловское сельское поселение       |
| 124 | Яковлево                      | деревня | 74        | Усвятское сельское поселение          |

### Упразднённые населённые пункты
- в 2001 году деревни: Борисовка, Бородино, Денисьево, Жашково, Калита, Малиновка, Устье, Фролово[22];
- в 2010 году: деревни Воронино, Мендерево[23];
- в 2018 году: деревня Новоселье[24]

## Экономика
На территории района расположено: 12 сельскохозяйственных предприятий, 5 крестьянско-фермерских хозяйств и 2 перерабатывающих предприятия. За сельхозпредприятиями числится 42233 га сельхозугодий, в том числе 32530 га пашни. Основные направления — животноводство (разведение крупного рогатого скота, производство молока, мяса) и растениеводство (производство зерна, картофеля, овощей, льна).
В 2008 году объём промышленного производства составил 10,9 млрд рублей.

## Транспорт
Региональные автомобильные дороги: Р137 «Сафоново (М1)—Дорогобуж—Ельня—Рославль(А101)» и Старая смоленская дорога (Р134).

## Достопримечательности и культура
- Троицкий Болдин монастырь
- Усадьба Алексино

## Люди связанные с районом

### Известные личности
- Бобылев, Иван Тимофеевич (р.1925) — актёр, режиссёр театра и кино, народный артист СССР (1990)

### Герои Советского Союза
- Гончаров, Пётр Фролович (деревня Бизюково)
- Гришин, Сергей Владимирович (деревня Фомино)
- Докучаев, Михаил Павлович (Дорогобуж)
- Жигарев, Иосиф Семёнович (деревня Павловка)
- Исаков, Иван Иванович (село Андреевское)
- Козлов, Дмитрий Маркович (деревня Марково)
- Немцев, Семён Иванович (деревня Павлово)
- Павлов, Никифор Михайлович (деревня Николаевское)
- Романенков, Александр Михайлович (деревня Дьяконово)
- Соловьёв, Иван Алексеевич (хутор Ивановский)

### Герои Социалистического Труда
- Котова, Нина Николаевна (деревня Рязань)
- Лукашов, Андрей Васильевич (деревня Прослище)
- Петровичева, Александра Ивановна (деревня Дежино)